# Литовцы в Бразилии
Литовцы в Бразилии — граждане Бразилии, которые полностью, частично или преимущественно имеют литовское происхождение или являются уроженцами Литвы, проживающими в Бразилии.

## История
Согласно записи, датированной 1866 годом, первым литовцем, ступившим на бразильскую землю, был полковник Андрюс Виштеляускас. Его миссия заключалась в оказании помощи бразильским вооружённым силам в Парагвайской войне. В 1890 году группа литовских иммигрантов и их семьи, в общей сложности двадцать пять семей прибыли в Бразилию. Они поселились в недавно образовавшемся муниципалитете Ижуи, расположенном в северо-западной части штата Риу-Гранди-ду-Сул.
В 1926 году в Бразилию прибыло около тридцати тысяч литовских иммигрантов. Они работали на многочисленных кофейных плантациях и в фазендах по всему штату Сан-Паулу. В то время в страну заманивали и другие группы иммигрантов, чтобы восполнить нехватку рабочей силы. Сан-Паулу был местом назначения для большинства иммигрантов, но они также отправлялись на поселение в другие штаты, такие как Рио-де-Жанейро и Парана. В числе прочих, литовскими иммигрантами был основан город Кастро в штате Парана. В последующие десятилетия кофейные бароны страны всё чаще и чаще пытались заполучить рабочих из других стран, в основном из Европы.
В Сан-Паулу у литовцев сложились социальные связи вокруг церковных общин. Большинство из них были католиками, но некоторые также участвовали в лютеранских церковных службах.
Центром литовской жизни в Бразилии является район Вила-Зелина в одном из крупнейших городов Бразилии — Сан-Паулу. В районе имеется католическая церковь Святого Иосифа. Там до сих пор можно попробовать некоторые кулинарные блюда Старого Света. Пасха по-прежнему отмечается традиционно.
В 2001 году Фабиано Канозой и Джулиусом Зизой был выпущен документальный фильм «Эльдорадо: Литовцы в Бразилии», рассказывавший об истории литовцев в Бразилии.